# Charley Morris
Charles W. Morris, detto Charley (23 agosto 1879 – 9 aprile 1959), è stato un pugile britannico.

## Palmarès

### Olimpiadi
- Argento a Londra 1908 nei pesi piuma.